# William Jeffrey
William "Bill" Jeffrey (Edimburgo, Escocia, 3 de agosto de 1892 - Nueva York, Estados Unidos, 7 de enero de 1966) fue un entrenador de fútbol estadounidense de origen escocés.
Jeffrey jugó al fútbol desde una temprana edad, pero un grave lesión obligó a forzar su retiro. Trabajó como mecánico de una empresa de ferrocarriles de Pensilvania (Pennsylvania Railroad). Fue el entrenador de los Altoona Works. Luego, dirigió al Penn State, equipo de fútbol de la universidad estatal de Pensilvania. Estuvo al mando del club por más de 27 años y ganó nueve campeonatos. En 1952 dejó el puesto de director técnico del Penn State. Fue el presidente de la National Soccer Coaches Association of America en 1948.
Dirigió a la selección estadounidense en la Copa Mundial de Fútbol de 1950. A pesar de quedar eliminados en la fase de grupos, Estados Unidos derrotó en un partido histórico a Inglaterra por 1–0, es considerado como una de las mayores sorpresas en la historia del fútbol. 
En 1972, el estadio de fútbol del Penn State fue bautizado como Jeffrey Field en honor a William Jeffrey.

## Clubes dirigidos
| Club                        | País           | Año       |
| --------------------------- | -------------- | --------- |
| Altoona Works               | Estados Unidos | 1925      |
| Penn State                  | Estados Unidos | 1926-1952 |
| Selección de Estados Unidos | Estados Unidos | 1950      |